# Técnicas sem ar
Técnicas sem ar, isentas de ar, seguidamente em atmosfera inerte, ou, da língua inglesa air-free, são técnicas laboratoriais e industriais, normalmente relacionadas à Química que se referem a uma variedade de manipulações em laboratório e indústria de síntese química que envolvem compostos que são sensíveis ao ar. Estas técnicas previnem os compostos da reação com os componentes do ar, normalmente água e oxigênio; menos comumente o dióxido de carbono e o nitrogênio. Um tema comum entre estas técnicas é a utilização de um vácuo elevado para remover o ar, e o uso de um gás inerte: de preferência argônio, mas muitas vezes nitrogênio.
Os dois tipos mais comuns de técnica sem ar envolvem o uso de uma caixa de luvas e uma linha Schlenk, embora algumas aplicações rigorosas utilizem uma linha de alto vácuo. Em ambos os métodos, a vidraria (frequentemente tubos de Schlenk são pré-secos nos fornos antes do uso. Eles podem ser secos a fogo para remover a água adsorvida. Antes de entrarem em uma atmosfera inerte, os vasos secos ainda mais por purga-e-recarga — o vaso é submetido a um vácuo para remover gases e água, e depois recarregado com gás inerte. Este ciclo geralmente é repetido três vezes ou o vácuo é aplicado por um longo período de tempo. Uma das diferenças entre o uso de uma caixa de luvas e uma linha Schlenk é onde o ciclo purga-e-recarga' é aplicado. Ao usar uma caixa de luvas, a purga-e-recarga é aplicado a uma eclusa de ar anexada à caixa de luvas, comumente chamada de "porta" ou "antecâmara". Em contraste, quando se utiliza uma linha de Schlenk, a "purga-e-recarga" é aplicada diretamente ao recipiente de reação através de uma mangueira ou junta de vidro na base que está conectada ao coletor.

## Caixa de luvas

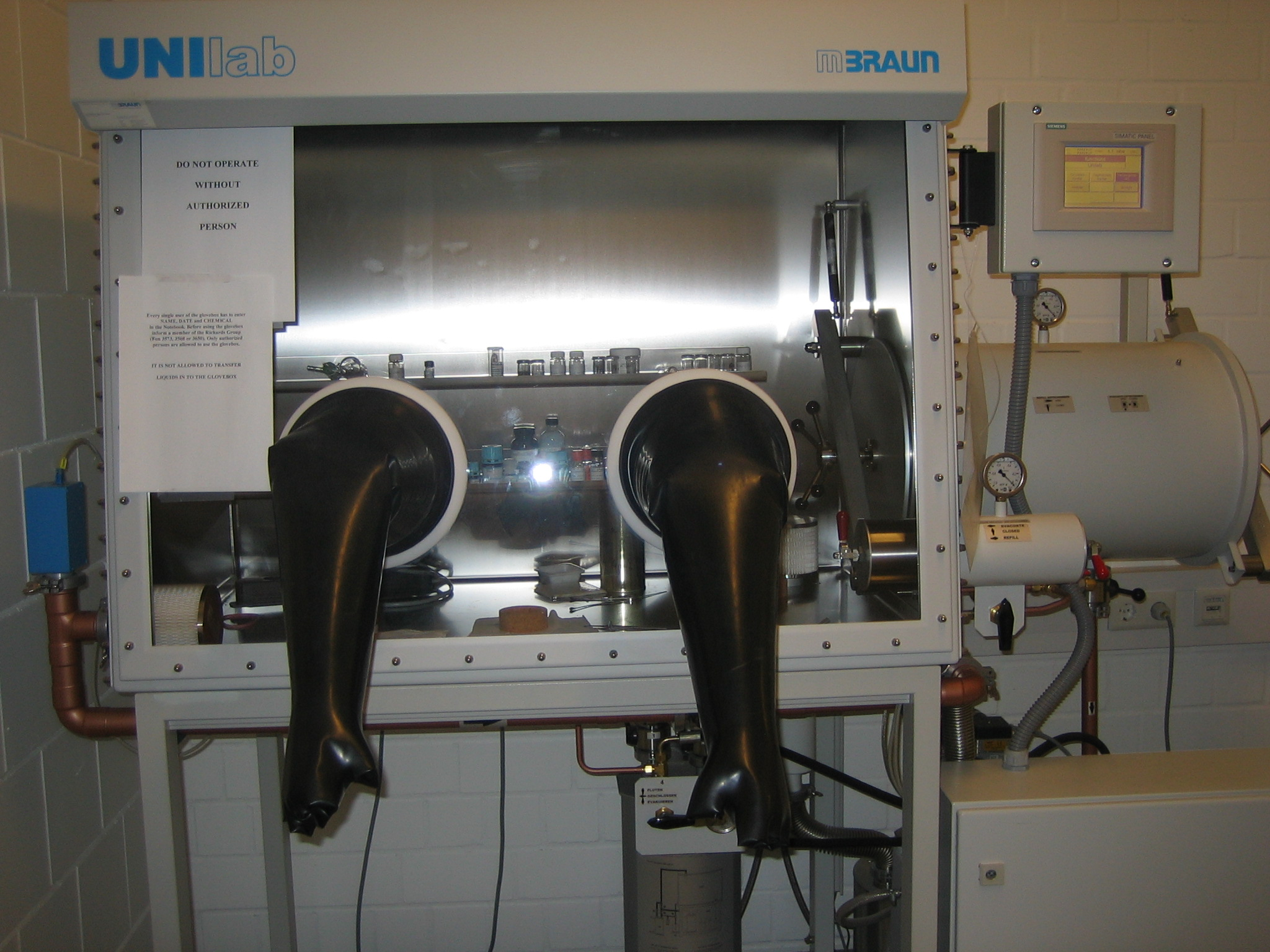
Uma caixa de luvas comum. mostrando as duas luvas para manipulação, com a eclusa de ar à direita.

O tipo mais direto de técnica sem ar é o uso de uma caixa de luvas. Um saco de luvas usa a mesma ideia, mas geralmente é um substituto mais pobre porque é mais difícil de purgar e menos bem selado. Existem formas inventivas de acesso a itens além do alcance das luvas, como o uso de pinças e cordas. As principais desvantagens de usar uma caixa de luvas são o custo da própria luva e a destreza limitada de quem manuseia as luvas.
Na caixa de luvas, equipamentos de laboratório convencionais podem ser configurados e manipulados, apesar da necessidade de manusear o aparelho com as luvas. Ao fornecer uma atmosfera selada mas de recirculação do gás inerte, a luva necessita de algumas outras precauções. A contaminação cruzada de amostras devido a uma técnica insuficiente também é problemática, especialmente onde uma caixa de luva é compartilhada entre trabalhadores que usam diferentes reagentes, voláteis em particular.
Dois estilos evoluíram no uso de caixa de luvas para síntese química. Em um modo mais conservador, elas são usadas exclusivamente para armazenar, pesar e transferir reagentes sensíveis ao ar. As reações são posteriormente realizadas usando técnicas de Schlenk. As caixa de luvas são, portanto, usadas apenas para os estágios mais sensíveis ao ar em uma experiência. Em seu uso mais liberal, as luvas são usadas para todas as operações sintéticas, incluindo reações em solventes, processamento e preparação de amostras para espectroscopia.
Nem todos os reagentes e solventes são aceitáveis para uso na caixa de luvas, embora, novamente, diferentes laboratórios adotam diferentes culturas. A "atmosfera de caixa" é geralmente desoxigenada continuamente sobre um catalisador de cobre. Certos produtos químicos voláteis, como compostos halogenados e especialmente compostos fortemente coordenados, como fosfinas e tióis, podem ser problemáticos porque eles envenenam irreversivelmente o catalisador de cobre. Devido a este problema, muitos experimentadores optam por manipular esses compostos usando as técnicas de Schlenk. No uso mais liberal de caixas de luvas, é aceito que o catalisador de cobre exigirá uma substituição mais frequente, mas este custo é considerado uma substituição aceitável na eficiência de se realizar uma síntese completa dentro de um ambiente protegido.

## Linha de Schlenk

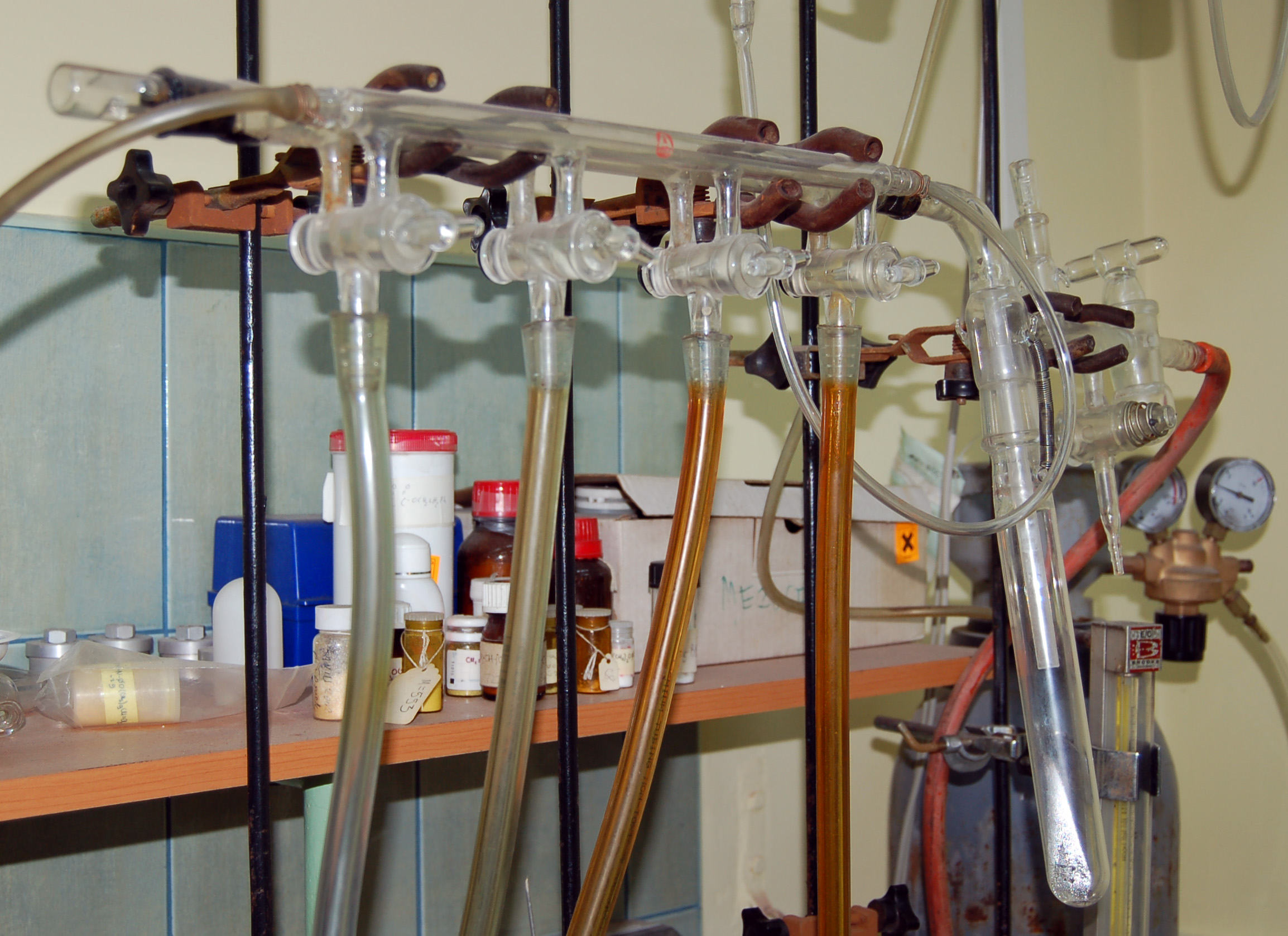
Uma linha de Schlenk com quatro portas.

A outra técnica principal para a preparação e manuseio de compostos sensíveis ao ar está associada ao uso de uma linha de Schlenk. As principais técnicas incluem:
- adições de contra fluxo, onde reagentes estáveis ao ar são adicionados ao recipiente de reação contra um fluxo de gás inerte.
- o uso de seringas e septos de borracha (rolhas que se fecham após a punção) para transferir líquidos e soluções
- Cânula de transferência, onde líquidos ou soluções de reagentes sensíveis ao ar são transferidos entre diferentes vasos tapados com septos usando um tubo fino longo conhecido como cânula. O fluxo de líquido é conseguido por vácuo ou pressão de gás inerte.[3]

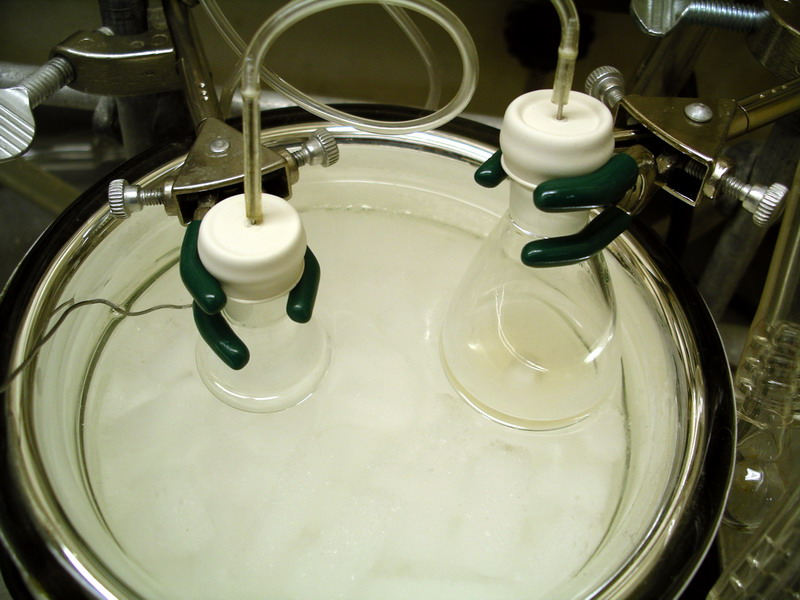
Uma cânula é usada para transferir THF do frasco à direita para o frasco à esquerda.

Vidraria são usualmente conectadas via juntas de vidro esmerilhado bem ajustadas e lubrificadas. As curvas arredondadas de tubos de vidro com juntas de vidro esmerilhado podem ser usadas para ajustar a orientação de vários vasos. As filtrações podem ser realizadas por equipamentos dedicados.

## Preparações associadas
O gás inerte purificado comercialmente disponível (argônio ou nitrogênio) é adequado para a maioria dos propósitos. No entanto, para determinadas aplicações, é necessário remover ainda mais água e oxigênio. Esta purificação adicional pode ser realizada por tubulação da linha de gás inerte através de uma coluna aquecida de catalisador de cobre, que converte o oxigênio em óxido de cobre. A água é removida através da tubulação do gás através de uma coluna de dessecante, como pentóxido de fósforo ou peneiras moleculares.
Solventes livres de ar e água são também necessários. Se solventes de alta pureza estiverem disponíveis em garrafas Winchester em purga de nitrogênio, eles podem ser trazidos diretamente para a caixa de luvas. Para uso com técnica de Schlenk, podem ser rapidamente derramados em frascos Schlenk carregados com peneiras moleculares e desgaseificados. Mais tipicamente, o solvente é distribuído diretamente a partir de uma coluna de purificação de solventes ou solventes.

### Desgaseificação
Dois procedimentos para desgaseificação são comuns. O primeiro é conhecido como congelar-bombear-degelar (freeze-pump-thaw) — o solvente é congelado sob nitrogênio líquido, e um vácuo é aplicado. Posteriormente, a torneira é fechada e o solvente é descongelado em água morna, permitindo que as bolhas de gás presas escapem.
O segundo procedimento é simplesmente submeter o solvente a um vácuo. Agitação por turbilhonamento ou por meio de um equipamento de ultrassom é útil. Os gases dissolvidos evoluem primeiro; Uma vez que o solvente começa a evaporar, observado por condensação fora das paredes do frasco, o frasco é recarregado com gás inerte. Ambos os procedimentos são repetidos três vezes.

### Secagem

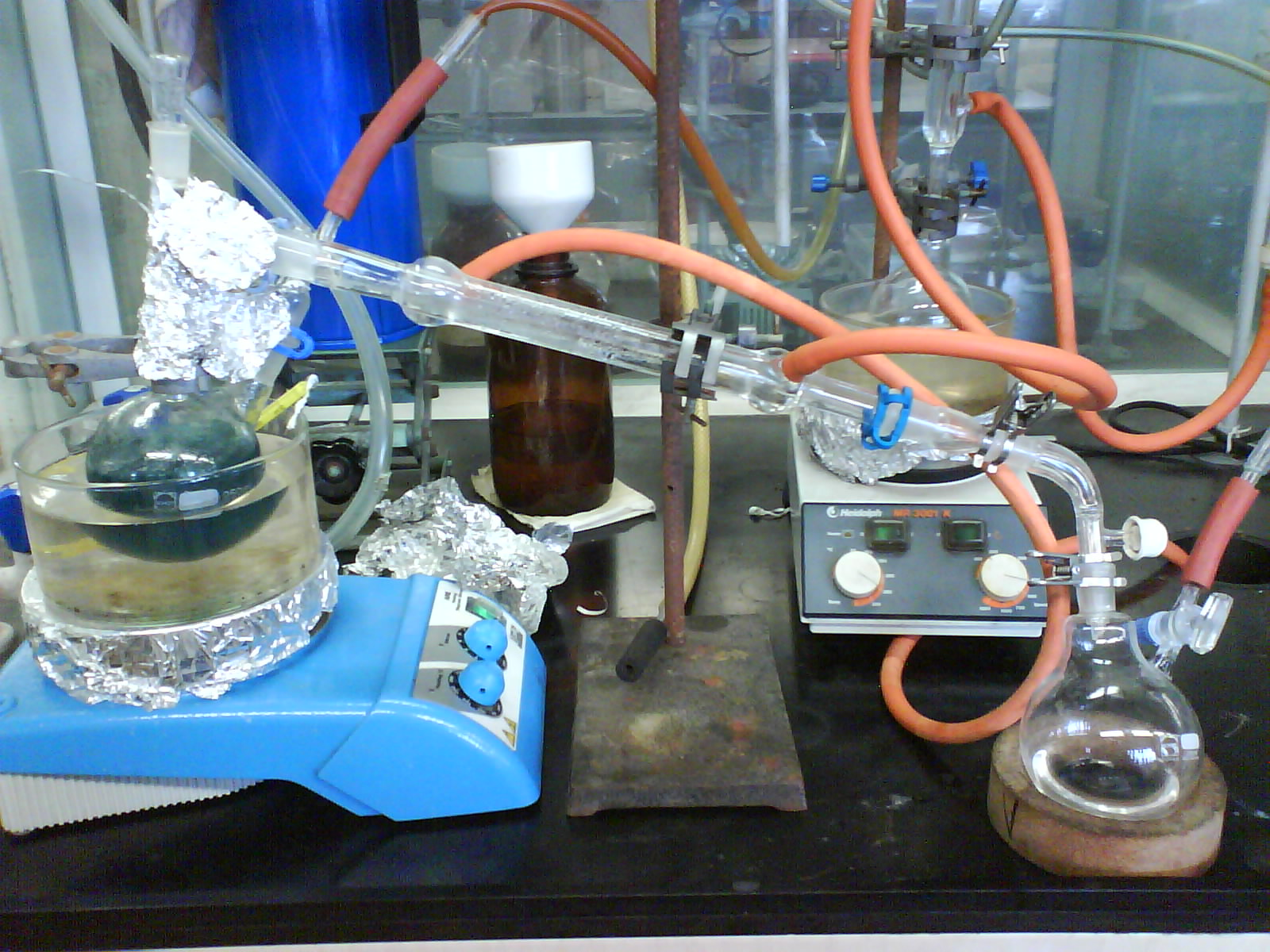
Após ter sido submetido a refluxo com sódio e benzofenona para remover oxigénio e água, o tolueno é destilado sob o gás inerte num balão de recepção.

Solventes são uma importante fonte de contaminação nas reações químicas. Embora as técnicas tradicionais de secagem envolvam destilação de um dessecante agressivo, peneiras moleculares são muito superiores.
| Agente de secagem        | Duração da secagem | Conteúdo de água |
| ------------------------ | ------------------ | ---------------- |
| Não tratado              | 0 h                | 225 ppm          |
| Sódio/benzofenona        | 48 h               | 31 ppm           |
| Peneiras moleculares 3 A | 24 h               | 0,9 ppm          |

Além de ser ineficiente, o sódio como dessecante (abaixo de seu ponto de fusão) reage lentamente com vestígios de água. Quando, no entanto, o dessecante é solúvel, a velocidade de secagem é acelerada, embora ainda inferior às peneiras moleculares. Benzofenona é frequentemente usada para gerar um agente de secagem solúvel. Uma vantagem para esta aplicação é a intensa cor azul do ânion radical cetilo. Assim, sódio/benzofenona pode ser usado como um indicador de condições livres de ar e livre de umidade na purificação de solventes por destilação.
Os equipamentos de destilação são riscos de incêndio e são cada vez mais substituídos por sistemas alternativos de secagem de solventes. São populares os sistemas de filtração de solventes desoxigenados através de colunas preenchidas com alumina ativada.
A secagem de sólidos pode ser obtida armazenando o sólido sobre um agente de secagem, como pentóxido de fósforo (P2O5) ou sílica gel, armazenando em um forno de secagem/forno a vácuo, aquecendo sob alto vácuo ou em uma pistola de secagem, ou para remover vestígios de água, simplesmente armazenando o sólido em uma caixa de luvas que tenha uma atmosfera seca.

## Alternativas
Ambas as técnicas requerem equipamentos bastante dispendiosos e podem levar muito tempo. Onde os requisitos livres de ar não são rigorosos, outras técnicas podem ser usadas. Por exemplo, o uso de um excesso sacrificial de um reagente que reage com água/oxigênio. O excesso sacrificial em efeito "seca" a reação através da reação com a água (e.g. no solvente). No entanto, este método é apenas adequado quando as impurezas produzidas nesta reação não são por sua vez prejudiciais para o produto desejado da reação ou podem ser facilmente removidas. Tipicamente, as reações que utilizam tal excesso sacrificial só são eficazes quando se realizam reações a uma escala razoavelmente grande, de tal forma que esta reação parcial é insignificante em comparação com a reação desejada do produto. Por exemplo, ao preparar reagentes de Grignard, magnésio (o reagente mais barato) é frequentemente usado em excesso, o qual reage para remover vestígios de água, quer pela reação direta com água para dar hidróxido de magnésio ou via a formação in situ do reagente de Grignard o qual por sua vez reage com água (e.g. R-Mg-X + H2O → HO-Mg-X + R-H). Para manter o ambiente "seco" resultante é geralmente suficiente conectar um tubo de secagem preenchido com cloreto de cálcio ao condensador de refluxo para retardar a umidade, reentrando a reação ao longo do tempo, ou conectar uma linha de gás inerte.
A secagem também pode ser alcançada pelo uso de dessecantes in situ tais como peneiras moleculares, ou o uso de técnicas de destilação azeotrópica, e.g. com um aparelho Dean-Stark.

## Galeria

Triángulo de Perkin: Destilações sensíveis ao ar
Filtragem isenta de ar
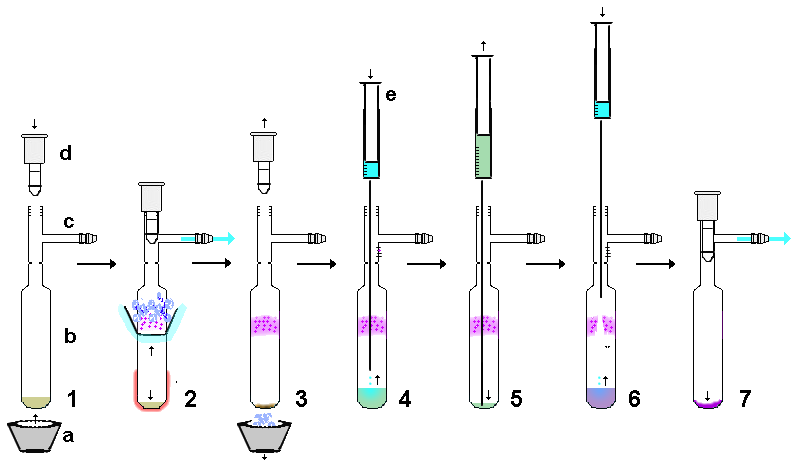
Sublimação isenta de ar
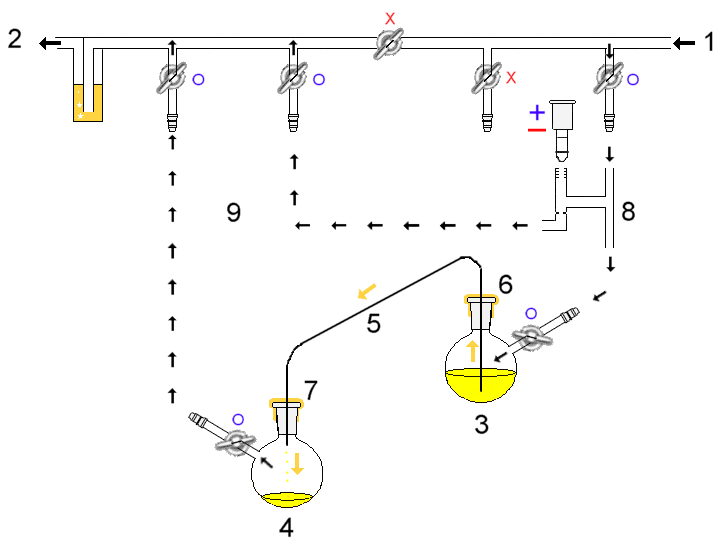
Cânula: válvula intra-sangramento
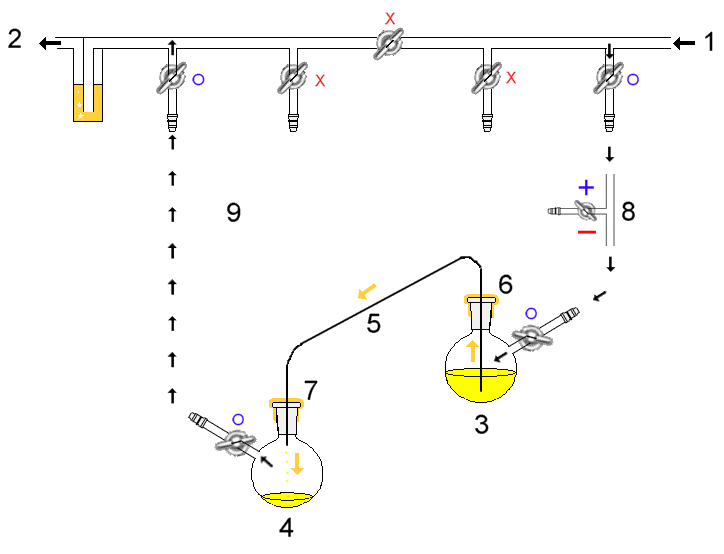
Cânula: válvula extra sangria
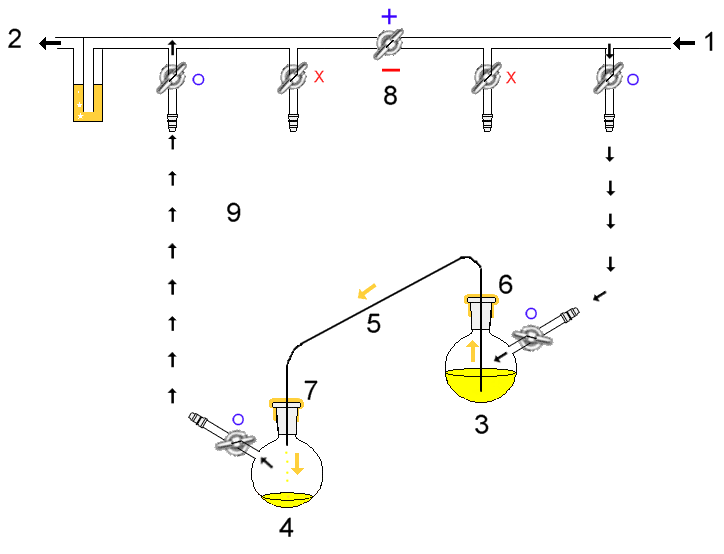
Cânula: (Simples) sem válvula de sangramento
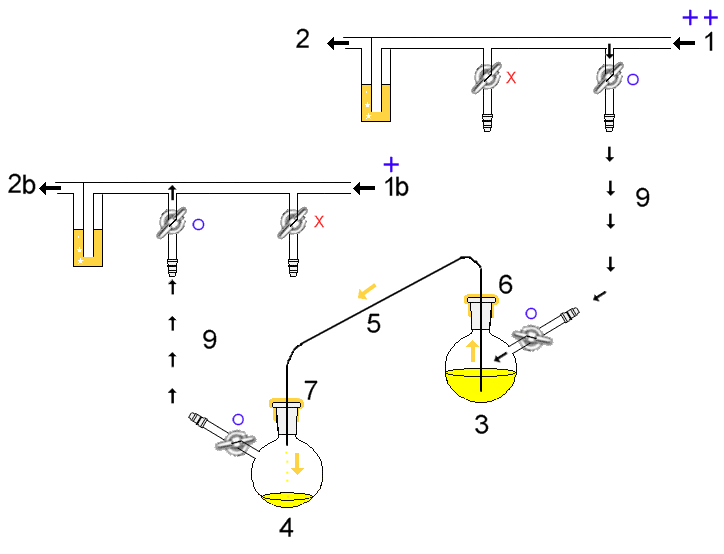
Cânula: sistema de dois distribuidores
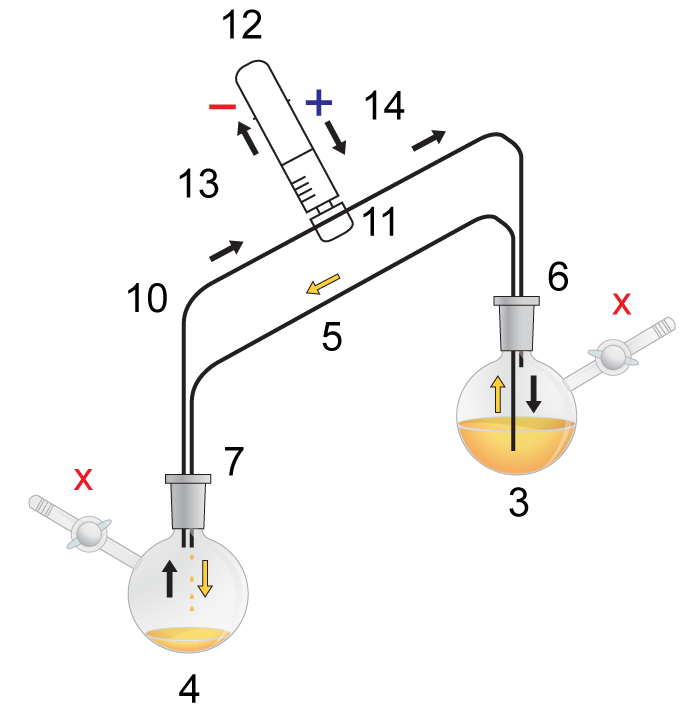
Cânula: válvula seringa
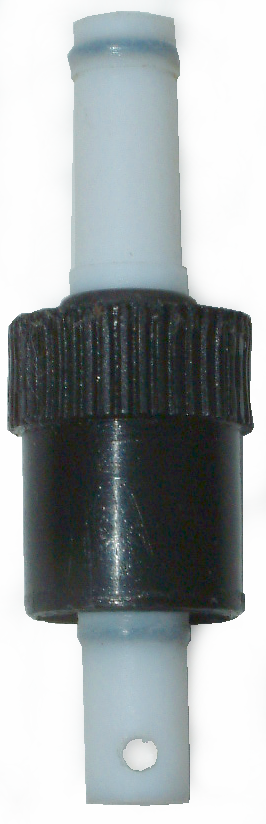
Treno de teflon para amostras de RMN sensíveis ao ar